# Raposo Tavares (district de São Paulo)
Raposo Tavares est un district situé à l'ouest de la ville de São Paulo.
Le district de Raposo Tavares, appartient à la sous-préfecture de Butantã, traversé par l'autoroute du même nom, il borde les districts : Rio Pequeno, Butantã et Vila Sônia. Le district est en plein essor immobilier.

## Caractéristiques
En général, le quartier est composé de quartiers de classe moyenne inférieure, de bidonvilles et de copropriétés de classe moyenne supérieure, avec rapide accès par les voies :
- Rodovia Raposo Tavares
- Avenue Escola Politécnica (partie)
- Rodoanel Mario Covas
- Avenue Engenheiro Heitor Antonio Eiras Garcia (partie)

Attirant plusieurs entreprises dans la région, le Centre Administratif d'Unibanco/Itau au Km 16 de la Rodovia Raposo Tavares, Carrefour, Avon etc.
Il existe également deux ensembles de logement importants, Cohab Educandário et Cohab Raposo Tavares. Le district de Raposo Tavares borde les municipalités : Cotia, Osasco et Taboão da Serra. La limite avec Cotia est au bout de l'avenue Engenheiro Heitor Antonio Eiras Garcia, Le limite avec Osasco se trouve sur Estrada Velha de Cotia et le long de certaines rues de Jardim Boa Vista et Jardim D'Abril. Il borde également Osasco au km 20 après le viaduc du Procurador Silvio de Ulhôa Cintra.

## Histoire
Le district de Raposo Tavares est une région qui a commencé à être lotissé dans les années 70, c'était une région éloignée et difficile d'accès, même si elle était traversée par l'autoroute Raposo Tavares. Le district a connu une forte croissance démographique dans les années 80 et 90, ce qui a non seulement augmenté les lotissements de la région, mais également la croissance des bidonvilles et des invasions. Depuis les années 2000, l'émergence de copropriétés d'appartements neufs se développe.
La prison pour femmes de Butantã est située au km 19, à Raposo Tavares, à côté de la Febem.